# Conyngham
Conyngham és una població dels Estats Units a l'estat de Pennsilvània. Segons el cens del 2000 tenia 1.958 habitants.

## Demografia
Segons el cens del 2000, Conyngham tenia 1.958 habitants, 793 habitatges, i 574 famílies. La densitat de població era de 706,5 habitants per quilòmetre quadrat.
Dels 793 habitatges en un 30,3% hi vivien nens de menys de 18 anys, en un 61,9% hi vivien parelles casades, en un 8,8% dones solteres, i en un 27,5% no eren unitats familiars. En el 23,8% dels habitatges hi vivien persones soles el 14,1% de les quals corresponia a persones de 65 anys o més que vivien soles. El nombre mitjà de persones vivint en cada habitatge era de 2,47 i el nombre mitjà de persones que vivien en cada família era de 2,95.
Per edats la població es repartia de la següent manera: un 24% tenia menys de 18 anys, un 5,5% entre 18 i 24, un 23,8% entre 25 i 44, un 28,1% de 45 a 60 i un 18,6% 65 anys o més.
L'edat mediana era de 43 anys. Per cada 100 dones de 18 o més anys hi havia 84,6 homes.
La renda mediana per habitatge era de 48.529 $ i la renda mediana per família de 59.083 $. Els homes tenien una renda mediana de 49.732 $ mentre que les dones 22.226 $. La renda per capita de la població era de 26.352 $. Entorn del 2,1% de les famílies i el 3,8% de la població estaven per davall del llindar de pobresa.

## Poblacions més properes
El següent diagrama mostra les poblacions més properes.